# دست‌های هدیه‌داده‌شده: داستان بن کارسون
دست‌های هدیه‌داده‌شده: داستان بن کارسون (به انگلیسی: Gifted Hands: The Ben Carson Story) یک فیلم درام تلویزیونی زندگی‌نامه‌ای محصول سال ۲۰۰۹ به کارگردانی و تهیه‌کنندگی مشترک توماس کارتر، نویسندگی جان پیلمیر است، کوبا گودینگ جونیور، کیمبرلی الیز و آنجانو الیس نقش‌های اصلی را دارند. این فیلم بر اساس زندگی‌نامه جراح مغز و اعصاب و بعدها سیاستمدار، بن کارسون است که توسط سِسیل مورفی نوشته‌شد و با همین عنوان در سال ۱۹۹۰ منتشر شد. این فیلم اولین بار در ۷ فوریه ۲۰۰۹ از شبکه TNT (ترنر نتورک) پخش‌شد.
این فیلم در ایران توسط شبکه نمایش با عنوان «پزشک زبردست» پخش شده است.
کوبا گودینگ جونیور برای ایفای این نقش، نامزد جایزه «اجرای برجسته توسط یک بازیگر مرد در یک سریال کوتاه یا فیلم تلویزیونی» توسط جوایز انجمن بازیگران فیلم شد. توماس کارتر نامزد جایزه «کارگردانی برجسته - فیلم تلویزیونی» توسط انجمن کارگردانان آمریکا شد. این فیلم علاوه بر این‌ها، یک نامزدی جایزه تلویزیونی منتخب منتقدان برای بهترین فیلم/مینی سریال و چهار نامزدی جایزه امی هنرهای خلاق دریافت کرد.

## بازیگران
- کوبا گودینگ جونیور در نقش بن کارسون
  - گاس هافمن در نقش بن کارسون نوجوان
  - جیشون فیشر در کودکی بن کارسون
- کیمبرلی الیز در نقش سونیا کارسون
- آنجانو الیس در نقش کندی کارسون
- گریگوری داکری دوم در نقش کورتیس کارسون نوجوان
  - تاج بلو در کودکی کورتیس کارسون
- اسکات استانگلند در نقش پیتر راوش
- آنجلا داو در نقش آگوستا راوش